# Hypsibius runae
Hypsibius runae är en djurart som tillhör fylumet trögkrypare, och som beskrevs av Bartos 1941. Hypsibius runae ingår i släktet Hypsibius och familjen Hypsibiidae. Inga underarter finns listade i Catalogue of Life.